# فامباخ
فامباخ (به آلمانی: Fambach) یک شهر در آلمان است که در تورینگن واقع شده‌است. فامباخ ۲٬۳۰۳ نفر جمعیت دارد.